# Ordine reale di San Michele dell'Ala
L'ordine di San Michele dell'Ala (OSMA), il cui nome completo è "Real ordine di San Michele dell'Ala" (lat. Ordo Equitum Sancti Michaelis sive de Ala), è un ordine dinastico portoghese, che si ritiene originariamente fondato dal re Alfonso I del Portogallo dopo la conquista di Santarem, strappata ai musulmani nel 1147 e successivamente riattivato dai sostenitori dell'ex principe Michele di Braganza.
Oggi è un ordine dinastico e onorifico il cui gran maestro è il capo della casa reale portoghese, il duca di Braganza, titolo disputato fra Duarte Pio di Braganza e Pedro José Folque de Mendoça Rolim de Moura Barreto, Duca di Loulé.

## Fondazione ed epoca antica
In realtà storicamente la presa della città di Santarém non avvenne nel giorno di San Michele, l'8 maggio, quando, secondo la leggenda, l'arcangelo apparve ai guerrieri cristiani, sotto forma di un braccio armato e alato, aiutandoli a sconfiggere i Mori. Proprio per celebrare questo miracolo, il re Alfonso avrebbe deciso la fondazione dell'ordine cavalleresco, che sarebbe così l'ordine portoghese più antico. Non esiste però nessun documento coevo che comprovi tale fondazione. In realtà la città di Santarem fu invece conquistata nel marzo 1147 (e non in maggio), come è chiaramente dimostrato storicamente. Sembra che comunque ottenne un breve papale il 29 dicembre 1176 da Alessandro III.
Secondo Bernardo Giustiniani, l'ordine dal titolo "Cavalieri dell'Ala di S. Michiele in Portogallo" venne fondato, secondo un cronista cistercense, nel 1165, e nel 1171 vennero armati vari cavalieri sotto il titolo dell'Ala di San Michele Arcangelo. Giustiniani riporta inoltre l'elenco di ventitré gran maestri dell'Ordine (tutti i re del Portogallo) succedutisi dal fondatore re Alfonso, nel 1165, fino alla reggenza di re Pietro II (1667).
Già dall'origine sembra i cavalieri di tale ordine portavano una veste bianca con sopra la croce spadata rossa, simile a quella dell'ordine di San Giacomo, con due gigli ai lati (che sembra fossero d'oro). Il motto dell'ordine era "Qui ut Deus". La loro insegna era un'ala color porpora, circondata da raggi d'oro. L'ordine seguiva la regola benedettina, sotto l'istituzione dei cistercensi. I loro voti comprendevano la difesa della religione cristiana nel regno del Portogallo, l'aiuto verso le vedove ed i fanciulli. L'investitura cavalleresca e le regole dell'ordine erano come quelle dell'ordine di Avis. Loro stendardo di guerra rappresentava da un lato la croce dell'ordine e dall'altra san Michele arcangelo, con il loro motto. L'ammissione era riservata esclusivamente a chi dimostrava la nobiltà illustre dei suoi avi. Ad ogni modo non risultano note approvazioni apostoliche, ma si ritiene fossero approvati dal vescovo. 
In realtà sono poche e scarse le tracce storiche dell'ordine, ma si presume che esso sia caduto in disuso, pur restando legato ai re del Portogallo, che ne erano i grandi maestri.

## Elenco antico dei grandi maestri
1. Alfonso di Borgogna il Conquistatore
2. Sancio I il Popolatore
3. Alfonso II il Grasso
4. Sancio II il Pio
5. Alfonso III il Restauratore
6. Dionigi l'Agricoltore
7. Alfonso IV l'Ardito
8. Pietro I il Giustiziere
9. Ferdinando I il Bello
10. Giovanni I d'Aviz il Buono
11. Edoardo il Filosofo
12. Alfonso V l'Africano
13. Giovanni II il Principe Perfetto
14. Manuele I d'Aviz-Beja il Fortunato
15. Giovanni III il Pio
16. Sebastiano I il Desiderato
17. Enrico I il Casto
18. Filippo I d'Asburgo il Prudente, Re di Spagna e Portogallo
19. Filippo II il Pio
20. Filippo III il Grande
21. Giovanni IV di Braganza il Restauratore, già Duca di Braganza
22. Alfonso VI il Vittorioso
23. Pietro II il Pacifico

## Riattivazione moderna
L'ordine di San Michele dell'Ala lasciò quindi poche tracce nella storia, sia riguardo al suo funzionamento che alla totalità dei suoi membri, anche perché, secondo la tradizione, avrebbe avuto sempre una connotazione di segretezza. I suoi grandi maestri sarebbero sempre stati i re del Portogallo.
I riferimenti più affidabili all'esistenza e all'attività di questa istituzione risalgono al periodo fra il 1733 ed il 1912, quando vennero raccolti e documentati nella storia della massoneria in Portogallo di Manuel Borges Grainha.
L'ordine sarebbe stato riattivato durante il regno di Michele del Portogallo, come un ordine segreto che aveva come obiettivo principale la lotta contro la massoneria e carboneria. Per questo i suoi membri ricevevano un addestramento militare ed erano sempre armati.
Dopo la guerra civile Michele del Portogallo venne sconfitto ed esiliato nel 1834. Da allora l'ordine, ufficialmente estinto, sarebbe invece continuato ad esistere in modo sotterraneo per sostenerlo in esilio
Durante l'esilio Michele I si trasferì a Roma sotto la protezione di papa Gregorio XVI. In seguito, con il consenso di papa Pio IX, ristrutturò l'ordine come una associazione segreta. In seguito tutti gli ordini segreti, sia da papa Pio IX nella lettera Syllabus (1864) da papa Leone XIII, con Humanum genus, le società segrete vennero sciolte.
A partire dal 1981, per qualche tempo, Dom Duarte, pretentende al titolo di Duca di Braganza acconsentì alla riattivazione dell'attività sociale dell'Ordine come Associazione civile ma, successivamente essa fu dallo stesso Dom Duarte sospesa. Negli anni 1990 fu creato un ente sociale attivo per l’Ordine. A seguito di una disputa legale con Dom Pedro, Duca di Braganza e Nuno da Camara Pereira, Connestabile del Portogallo, risolta nel 2014 a sfavore di Dom Duarte, venne vietato a costui l'uso delle insegne dell'Ordine.
Infatti, sin dal 2014, il tribunale di Lisbona vietò a Duarte Pio di Braganza di usare le insegne dell'Ordine di San Michele dell'Ala chiedendo che risarcisse 300.000 euro ai legittimi titolari dei diritti, Nuno da Câmara Pereira, che registrò il nome "Ordine di San Michele dell'Ala" (in portoghese: Ordem de São Miguel da Ala) nel 1981, mentre Duarte Pio lo avrebbe registrato in 2004. La condanna è stata confermata il 5 ottobre 2015.. 
In realtà il 7 dicembre 2015 Duarte Pio di Braganza ha ottenuto la sospensiva del pagamento della provvisionale dei 300.000 euro. 
Il simbolo dell'Ordine di San Michele dell'Ala è una spada-croce di San Giacomo con l’emblema del sole e l'ala nel centro, accostato alla base da due gigli e sormontata da un nastro recante la divisa Quis ut Deus.
L'obiettivo principale dell’attuale Ordine è innanzitutto la difesa della fede cattolica, apostolica, espressa dalla Santa Chiesa di Roma e la diffusione della devozione a San Michele Arcangelo.